# Maltese (razza canina)

Esempio di cane maltese

Il maltese, classificato come cane da compagnia, è una razza canina molto antica.

## Storia
L'origine del cane maltese è comunemente considerata mediterranea.
Apprezzato almeno fin dai tempi dei romani, le cui donne nelle case nobili lo tenevano per la sua bellezza ed estrema intelligenza, la più antica testimonianza certa della sua esistenza è una sua raffigurazione su un'anfora greca ateniese databile attorno al 500 a.C. Una sua raffigurazione è stata rinvenuta anche nella città Etrusca di Vulci, accanto alla parola Μελιταιε (Melitaie).
Il nome è attestato, per i "cani bianchi dei porti", anche in un testo di Aristotele e successivamente da Callimaco quale "canes melitæi".
Per "Melita" Callimaco poteva intendere l'omonima città, l'odierna Mdina (fondata dai Fenici nel 700 a.C. a Malta), oppure due isole, una presso la Sicilia e un'altra in Dalmazia (dai romani chiamata Melita come Malta), oggi nota come Meleda.
Pare che il Maltese sia uno dei tanti cani da cui è stato selezionato anche lo Yorkshire Terrier nel XIX secolo. La sua origine però rimane sostanzialmente sconosciuta.
La prima esposizione a cui questo cane partecipò fu nel 1862 in Gran Bretagna.
In passato fu utilizzato sulle navi e nei porti come cacciatore di piccoli animali roditori. È noto anche per essere stato uno degli animali da compagnia più fedeli durante la corte di Luigi XIV, quando le nobildonne di Versailles li nascondevano nelle lunghe maniche per averli sempre accanto.

## Aspetto

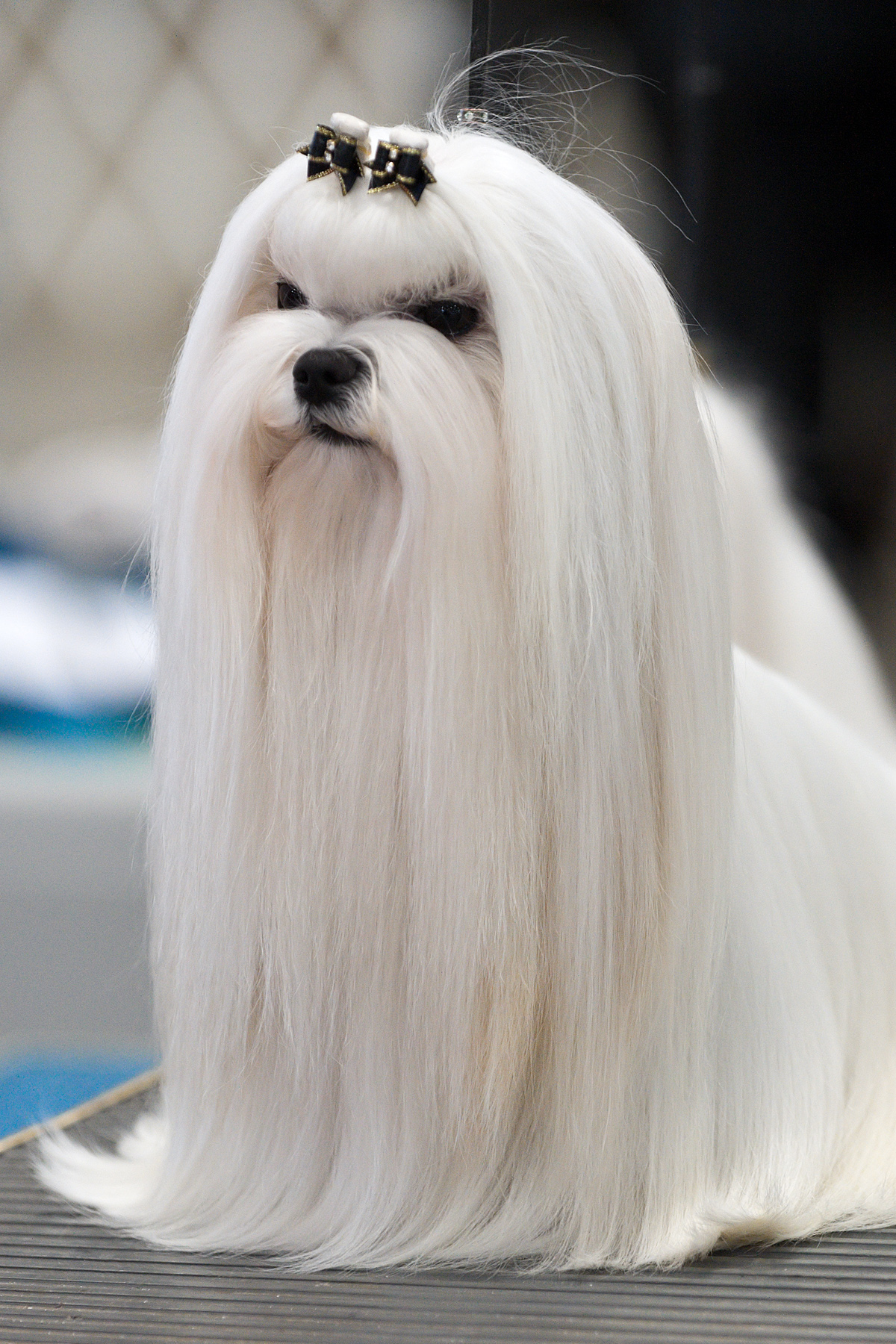
Maltese da esposizione con pelo molto lungo

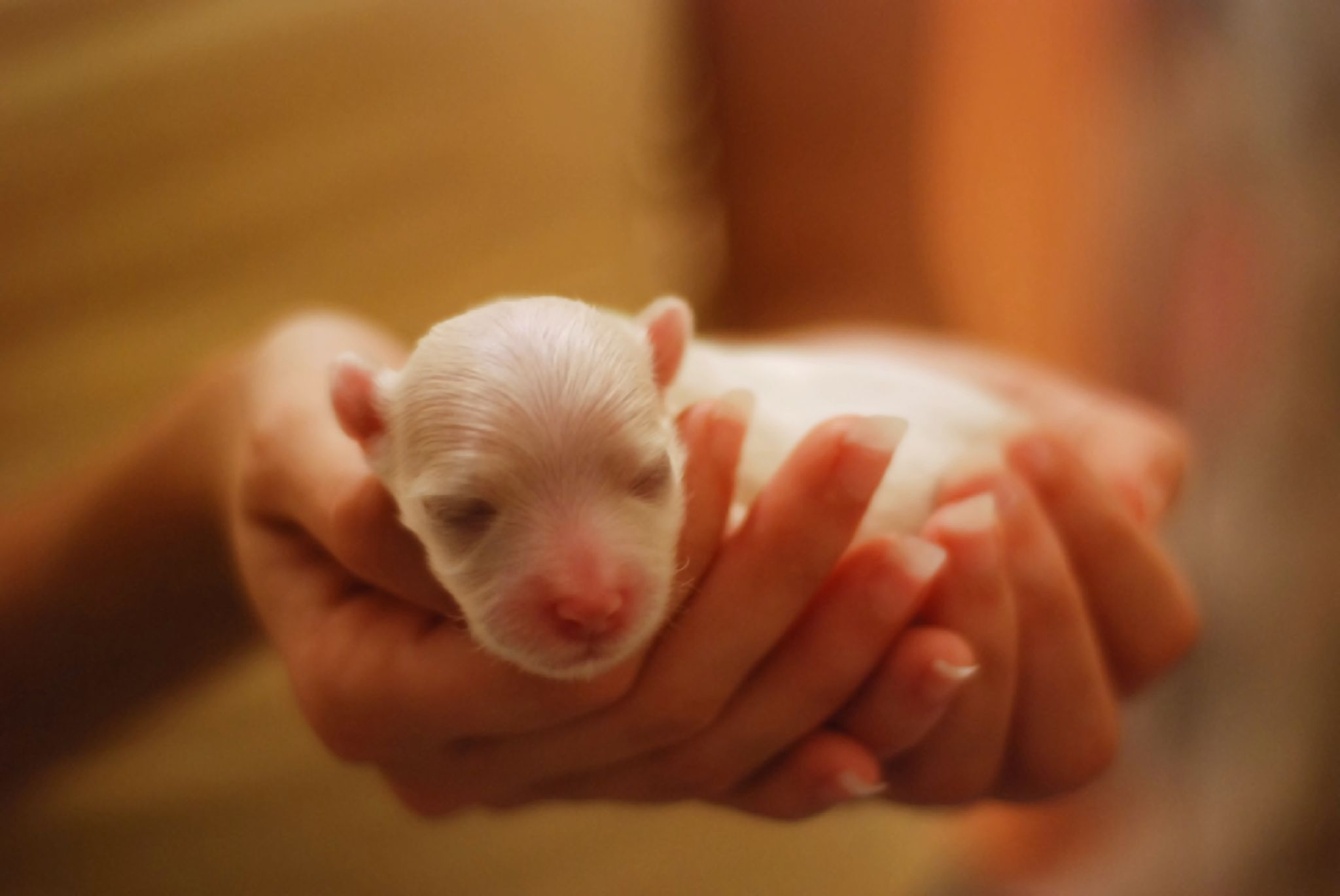
Un cucciolo di 3 giorni

Il Maltese è esclusivamente di colore bianco e con un pelo molto folto. Di solito gli occhi sono tondi e molto scuri, di media grandezza e un po' più piccoli del naso, le orecchie sono simili a un triangolo al contrario. Le zampe sono medie, e la coda forma un'unica grande curva, la cui punta ricade fra le anche toccando la groppa spesso arrotondata in avanti. Il colore ammette anche la tinta avorio pallido.
Inoltre il colore del Maltese è uniforme bianco ma è ammesso in standard Enci anche alcune sfumature color avorio.
Non esistono taglie diverse (es. toy, teacup, nano, normale, gigante) ma un unico standard riconosciuto, tuttavia la dimensione e la corporatura possono oscillare naturalmente tra circa 3 kg e 4-5 kg, dando questa illusione e facendo a volte parlare (esperimenti a parte, non riconosciuti dall'Enci e poco raccomandati dagli esperti, di ottenere versioni "mini" di 1-2 kg con incroci e genetica spesso dannosi per salute del cane), erroneamente, di "maltesi toy" o "nani". In realtà si tratta semplicemente di maltesi di piccola dimensione. I maltesi di origine americana possono però naturalmente essere più piccoli poiché il Kennel Club statunitense (che non fa parte della FCI) ammette anche 1,8 kg come standard minimo e li include nel "Toy Group".

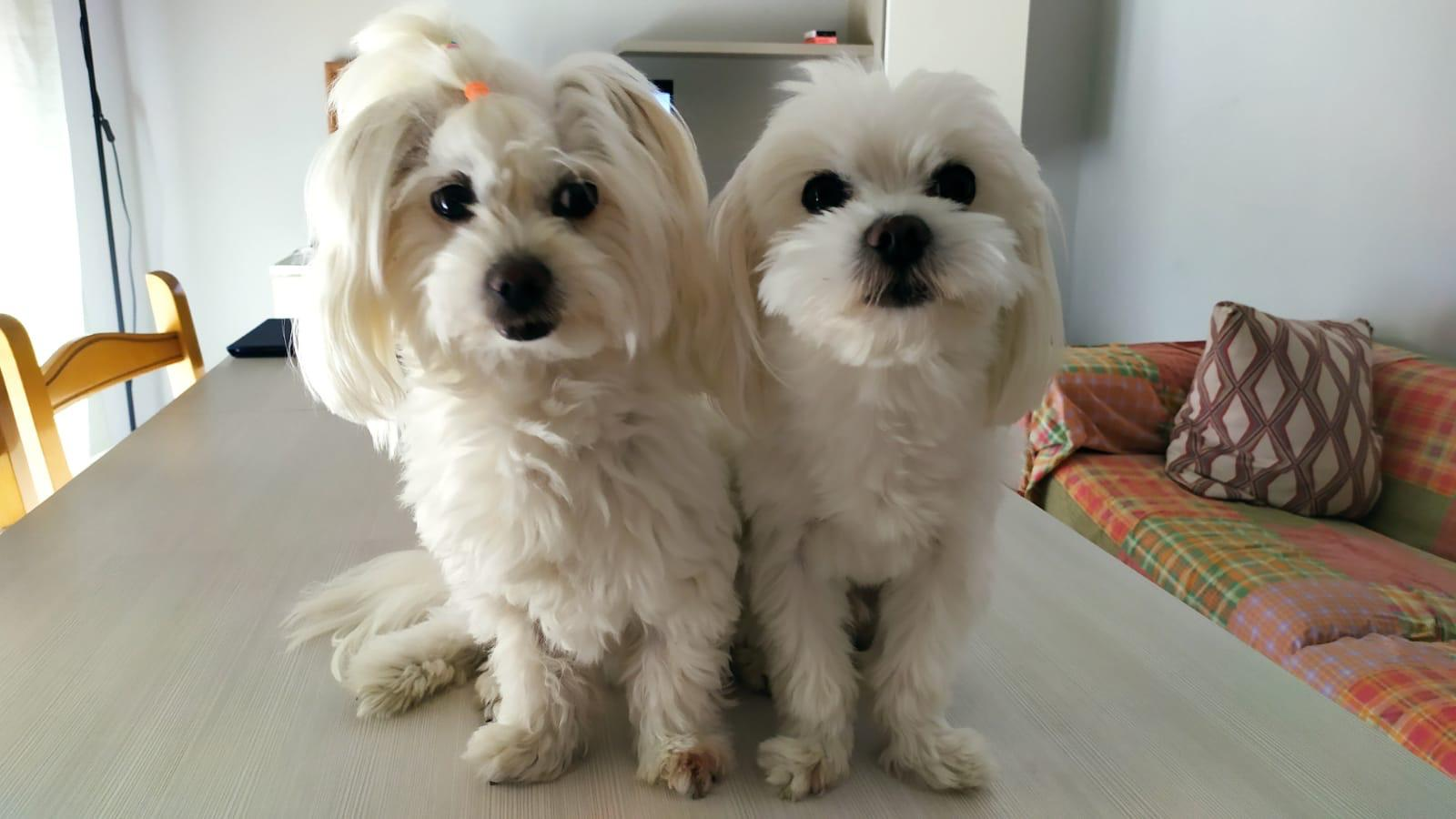
Coppia di maltesi con il pelo lungo naturale

Nelle esposizioni di un tempo, i Maltesi venivano suddivisi per taglia: sotto 2 kg (piccola mole) e sopra sino ai 5 kg (grande mole). Successivamente la misura è precisata da 21 a 25 cm per il maschio, e da 20 a 23 cm al garrese la femmina, e non si fa riferimento al peso. Gli allevamenti e le esposizioni scartano i cosiddetti mini e i micro; secondo il professor Giuseppe Solaro dell'ENCI è tollerata dal 1958 una statura superiore ai 25 cm, ma al massimo di 1 cm, "per quei soggetti super eccellenti e di eccezionale bellezza"; ma non fa riferimento penalizzante per i soggetti sotto i 21 cm per i maschi e 20 cm per le femmine.
Fisicamente il maltese è molto simile alle razze Bolognese, Coton de Tuléar e Bichon Havanais, sue strettissime parenti.

## Comportamento

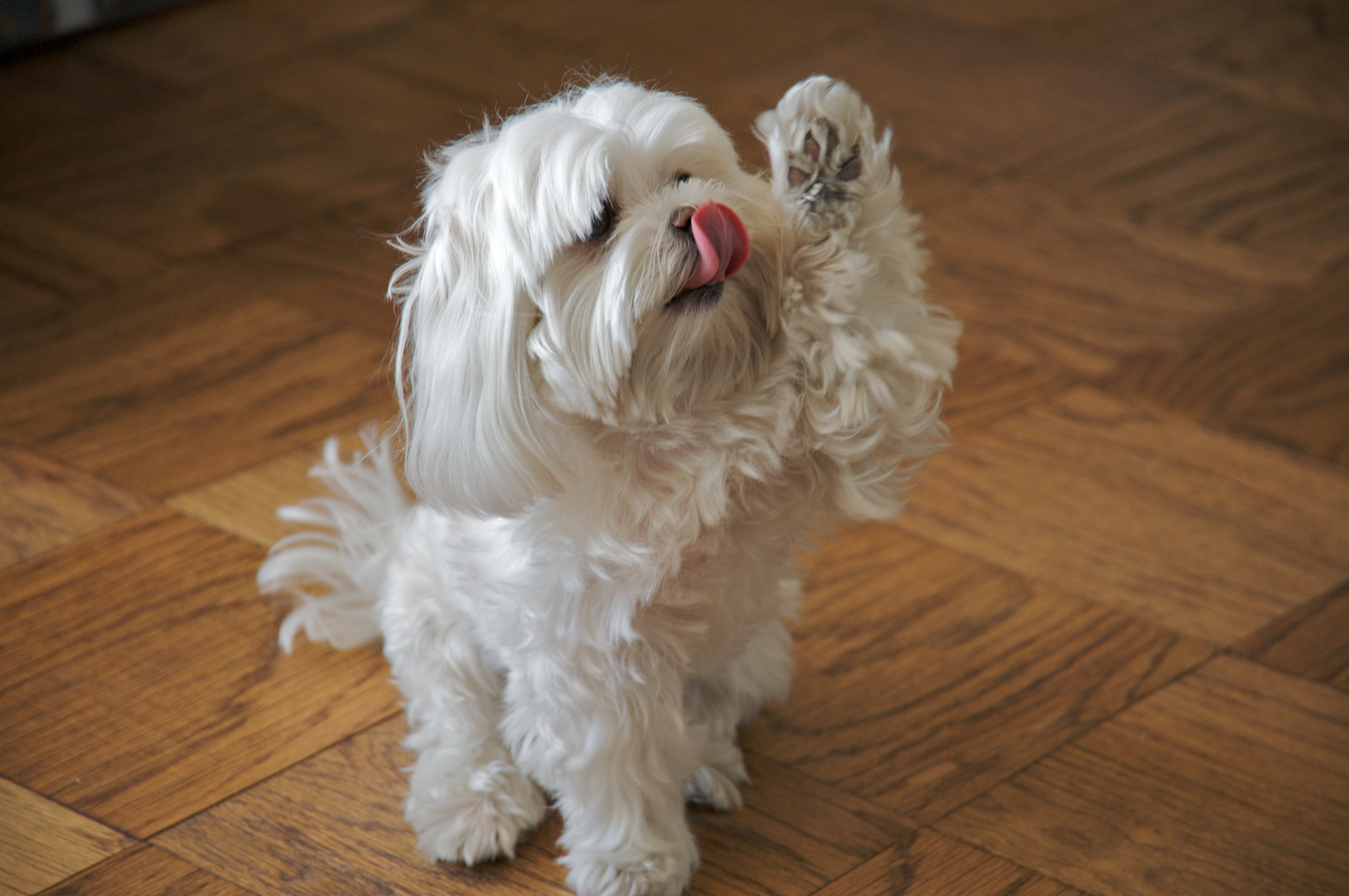
Un maltese mentre gioca

Il temperamento del Maltese è in generale molto allegro ma anche placido, reattivo, gentile, accomodante ed attivo ed è un ottimo cane da compagnia.
Si affeziona molto alla persona che ha scelto come padrone e cerca di stargli sempre vicino, ed è anche dotato di grande capacità di apprendimento, molto attento; inoltre queste sue caratteristiche lo rendono un ottimo cane da guardia che avverte anche il minimo rumore. Raramente ha la tendenza a mordere, e il suo carattere è socievole sia con persone estranee che altri animali.
Inoltre è forte e robusto anche se all'apparenza può sembrare fragile. Soffre però il freddo ed, emotivamente, la solitudine.

## Alimentazione

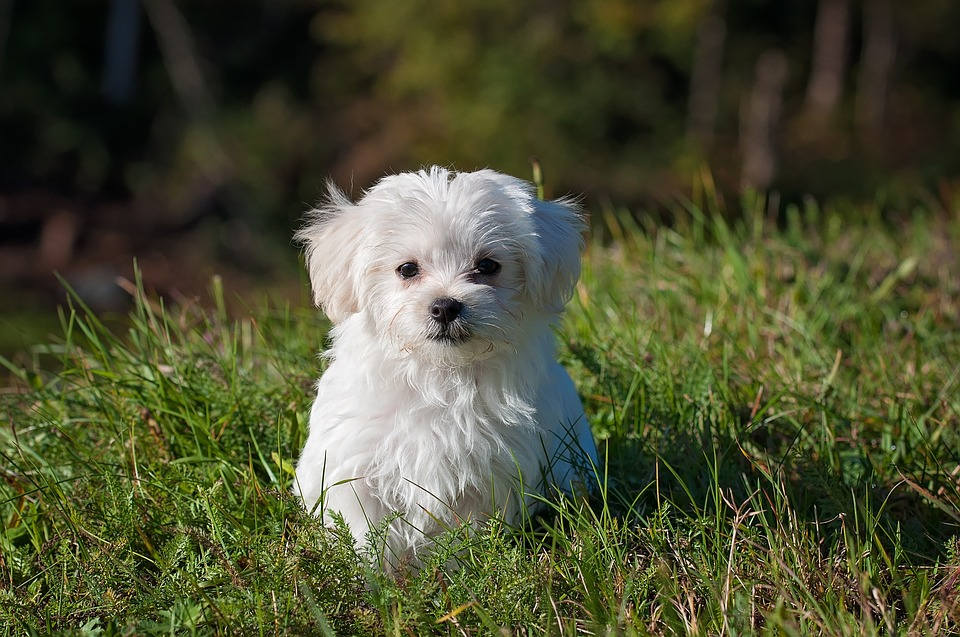
Un maltese

Il Maltese i primi trenta giorni viene nutrito dal latte materno della mamma, successivamente cambierà alimenti. Si deve tenere conto del fatto che comunque un cambiamento nell'alimentazione produce effetti sull'intestino quindi se viene fatto improvvisamente potrebbe causare diarrea, abbastanza grave per i cuccioli; dovrà abituarsi a mangiare per lo svezzamento crocchette specifiche bagnate in acqua molto calda e poi schiacciate riducendole quindi a una pappina morbida e quasi liquida così che i cuccioli possano iniziare a mangiarla leccandola dalla ciotola, le crocchette sono preferibili bagnate perché non avendo ancora i denti potrebbero ingoiare le crocchette intere e velocemente (per conquistare la propria razione rispetto ai fratelli).
È consigliabile dare le crocchette per cuccioli bagnate fino a passare a darle secche verso i 3 mesi.

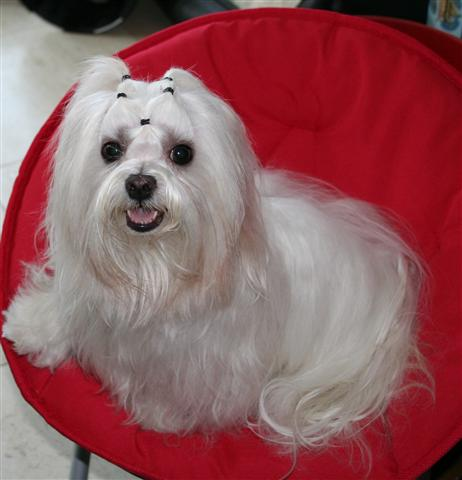
Maltese di piccola dimensione

Il Maltese risente i cambiamenti di tempo, per questo quando fa caldo perde un pochino l'appetito, bisogna invogliarlo mettendo nelle sue crocchette un cucchiaio di carne bianca bollita, meglio infatti che almeno nei primi 6 mesi di vita non salti i pasti. In commercio si trovano vari tipi di crochette ma è meglio preferire delle crocchette a basso contenuto di proteine e di grassi, e quindi più facilmente digeribili. Dare la preferenza a riso e agnello, coniglio, anatra e infine il pollo, che è il più grasso.
Nel maltese, come in tutti i cani con mantello bianco, è possibile che il dotto lacrimale non riesca a smaltire tutti i liquidi che fuoriescono e che finiscono col macchiare il pelo di rosso e spesso succede perché il dotto lacrimale è infiammato e quindi ostruito e la causa può essere di origine alimentare, in quel caso si passa a crocchette a base di pesce, e quindi pesce e riso, pesce e patate con proteine e grassi in minor quantità e soprattutto di più facile digeribilità; i risultati del cambio di alimentazione sono spesso buoni. Bisogna altresì curare molto l'igiene dentale.

## Informazioni generali

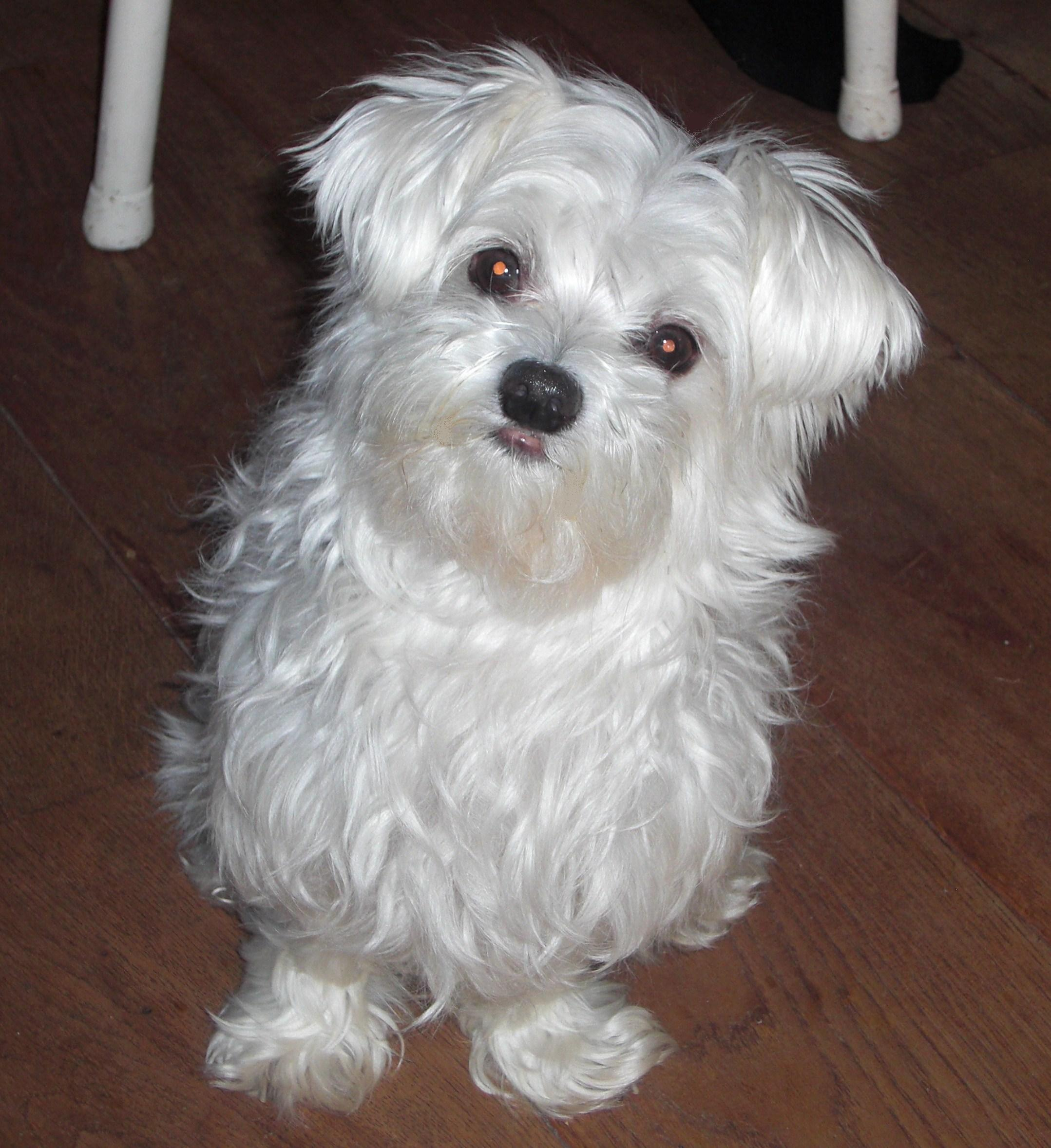
Maltese con il pelo tenuto corto

- Il pelo non subisce la muta primaverile e autunnale, quindi si presenta sempre molto abbondante e necessita di quotidiane spazzolature.[8]
- È un cane longevo, ha una vita media di 12-15 anni, ma può raggiungere anche i 18 anni.[8]
- I maltesi possono essere soggetti a congiuntivite, lussazione della rotula del ginocchio posteriore, e alcune malattie genetiche più gravi che si manifestano da cucciolo. Il Maltese può essere affetto da una sindrome che colpisce alcuni cani bianchi chiamata WSS (White Shaker Syndrome, "sindrome dello scuotimento dei bianchi"); è caratterizzata da un tremore generalizzato che colpisce i cani giovani, come aspetto simile al tremore essenziale che colpisce gli esseri umani. Il nome deriva dall'incidenza genetica in razze con mantello bianco come il Maltese, il Barboncino bianco, il Bolognese, il Bichon Frisé e il West Highland White Terrier.[8]

## Morkie
L'incrocio di un Maltese e di uno Yorkshire Terrier è detto Morkie (o yorktese).

## Maltipoo
L'incrocio di un Maltese e di un Barboncino Toy è detto Maltipoo.